# 市野道弘
市野 道弘（いちの みちひろ、1937年〈昭和12年〉1月1日 - 2019年〈平成31年〉10月28日）は、日本の写真家（富士山）。静岡県駿東郡村久根出身。35年以上、富士山だけを被写体に、写真撮影を行った。現代の写真家では珍しく、リバーサルフィルムだけを使用した写真撮影にこだわった。主に使用していた機材は、HASSELBLAD 503CW（ハッセル・ブラッド）、FUJIFILM GA645Zi（フジフイルム）である。リバーサルフィルムは、FUJIFILM Velvia100 Professional（フジフイルム）を多用した。元フォトクラブ赤富士&岩波会長。元矢崎総業常務取締役。元(株)エーライフ矢崎社長。

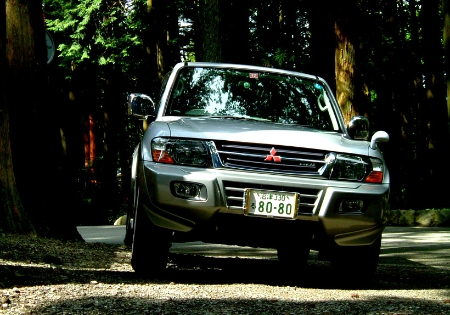
市野道弘が所有していた自動車

## 略歴（誕生～富士山、写真撮影活動開始まで）
- 1937年〈昭和12年〉1月1日:静岡県駿東郡泉村久根にて誕生
- 1943年〈昭和18年〉:国民小学校に入学
- 1947年〈昭和22年〉:新制中学校に制度変更
- 1949年〈昭和24年〉:中学校入学
- 1952年〈昭和27年〉:静岡県立沼津工業高等学校金属工業科に入学
- 1955年〈昭和30年〉:矢崎電線工業沼津製作所に入社
- 1961年〈昭和36年〉:妻・日出子と結婚。西伊豆仁科
- 1963年〈昭和38年〉:タイ矢崎電線に異動（タイ）
- 1964年〈昭和39年〉:日本のカメラ技術に感銘を受け、独学で写真撮影活動を始める。
- 1969年〈昭和43年〉矢崎総業のアメリカ研修生となる。（ハワイ～フェニックス～シカゴ）
- 1980年〈昭和55年〉:御殿場神山に新居を構える。富士山を被写体とした撮影活動をはじめる。
- 2019年〈平成31年〉10月28日:死去

## 作品・作風
リバーサルフィルムのシャープな撮り味、銀塩プリントとクリスタル（超光沢紙）と呼ばれる印画紙の掛け合わせで表現される、絵画のような瑞々しい写真が特徴。デジタルカメラで撮影した作品は、色味や明るさなどのレタッチや調整がされたものであることに対して、アナログフィルムカメラで撮影した作品は、空間や時を切り取るように、ありのままの姿を映し出すことが特徴である。
『誰もみたことがない富士山』をテーマに撮影活動に取り組んだ道弘の作品は、当時の心境や想いを作品を通じて感じ取ることが出来る。そして、富士山は周辺気候や地球環境の変化を敏感に感じ取る山である。現存する作品の多くは20年～30年程前に撮影されたものが多く、現代の富士山と比較すると大気中の塵が少なく、空や雲、山肌を彩る赤や青といった、深く濃い色が出ている点も特徴の１つである。

## 収蔵先（フィルム・写真）
- 静岡県庁（静岡県）
- NHK 静岡放送局（静岡県）
- 一般財団法人 神山福生会 神山福生病院（静岡県）
- リコーイメージングスクエア東京（東京都）
- 山中湖情報創造館（山梨県）
- 広尾プラザ おくむら（東京都）

など。

## 受賞歴

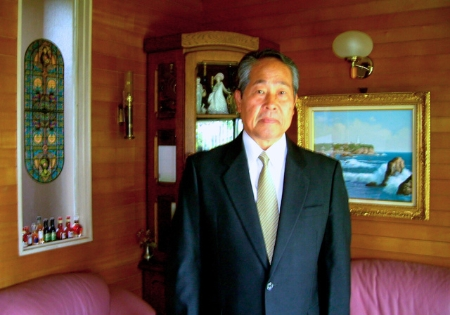
市野道弘の自宅（御殿場邸）

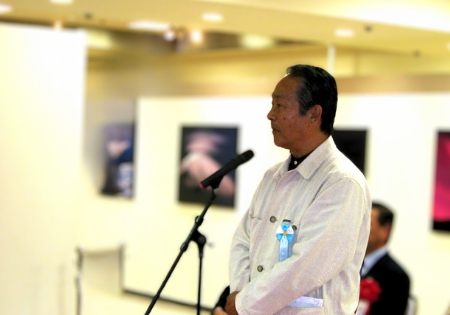
市野道弘の式辞の様子

- NHK 富士山写真コンクール

- 御殿場市富士山コンテスト
- 河口湖美術館 富士山大賞

- 富士河口湖町 観光写真コンテスト
- 小山町 富士山写真コンテスト など

## 写真展
- リコーイメージングスクエア オンライン写真展 (東京都) 全1回
- リコーイメージングスクエア新宿 ギャラリーⅠ＆Ⅱ  (東京都) 全1回
- しずぎんギャラリー「四季」沼津（静岡県）全16回
- 東京銀座ギャラリー（東京都）全16回
- 富士吉田プロラボ（山梨県）全16回
- 広尾プラザ 富士山フェア 市野道弘写真展 （東京都）全2回

## 現在の活動
市野道弘の孫（道弘の次女の長男）にあたる、髙木龍（たかぎ りゅう、平成7年1月28日）が、作品に関する権利を引継ぎ「富士山写真家 市野道弘」として、個展開催やフィルム写真や富士山に関する啓蒙活動等を実施している。